# 代々木能舞台
代々木能舞台（よよぎのうぶたい、英称:Yoyogi Nohbutai Theatre）は、東京都渋谷区代々木四丁目に所在する能舞台。能楽文化振興協会（英称:Nohgaku Promotion Association）が運営する。

## 概要
代々木能舞台は、能や狂言など日本の伝統芸能を定期公演するほか、能楽師の浅見家が収集してきた能装束、能面、小道具等の1000点余りを公開する。
2009年（平成21年）8月7日、「敷舞台及び座敷」と「舞台・橋掛・鏡の間」がそれぞれ国の登録有形文化財（建造物）に登録された。
舞台
本舞台（屋外舞台）
能・狂言・日本舞踊など各種日本伝統芸能の公演や発表会、各種後援会や展示会などに利用できる、本格的能舞台。規模は座布団敷きで約160席。
敷舞台（屋内舞台）
本舞台と使途は同じだが、小規模な会議などに使用できる。規模は座布団敷きで約80席。

## 文化財
登録有形文化財（建造物）
代々木能舞台敷舞台及び座敷
1933年（昭和8年）建築/1950年（昭和25年）改修、木造平屋建、銅板葺、建築面積91m2。
代々木能舞台舞台・橋掛・鏡の間
1950年（昭和25年）、木造平屋一部地下1階建、銅板葺、建築面積84m2。

## 施設使用情報
能、狂言、日本舞踊等の各種日本伝統芸能の公演や発表会、その他の展示会等に舞台を借りることができる。
本舞台
全日、午前10時 - 午後9時の間、4時間以内10万円、8時間以内18万円、時間延長30分毎1万円。申合せ・稽古 - 1時間毎1万円。
敷舞台
全日、午前9時 - 午後9時の間、4時間以内5万円、5時間超8時間以内10万円、時間延長30分毎5千円。申合せ・稽古 - 1時間毎5千円。

## 交通アクセス
鉄道
- 京王新線 - 新宿駅より初台駅東口・南口下車、徒歩約6分。

路線バス
- 都営バス・京王バス - 渋谷駅より中野駅行・阿佐ヶ谷駅行乗車、東京オペラシティー南下車、徒歩約6分。

## ギャラリー
- 南側公道より正面を見る（2015年6月撮影）
- 南側公道より正面を見る（2015年6月撮影）
- 建物正面を見る（2015年6月撮影）
- 代々木能舞台の表札（2015年6月撮影）
- 代々木能舞台の玄関（2015年6月撮影）
- 文化庁の登録有形文化財の表示板（2015年6月撮影）